# Белорусија на Зимским олимпијским играма 2010.
Белорусији је ово било 5 учешће на Зимским олимпијским играма. У Ванкуверу, Белорусију је представљала делегација од 47 спортиста (33 мушкараца и 14 жена), који су се такмичили у 6 спортава, 23 дисциплине.
Заставу Белорусије на церемонији отварања носио је хокејаш Олег Антоненко, а на церемонији затварања, нордијска скијаш Леонид Корнејенко.

## Освајачи медаља
Белорусија је на Зимским олимпијским играма 2010. освојила три медаље, по једну златну, сребрну и бронзану и у укупном пласману по успешности је заузела 17. место.

### Злато
- Алексеј Гришин — Слободно скијање, акробатски скокови

### Сребро
- Сергеј Новиков — Биатлон, мушкарци појединачно

### Бронза
- Дарја Дормачева — Биатлон, жене појединачно

## Учесници по спортовима
| Спорт            | Мушкарци | Жене | Укупно |
| ---------------- | -------- | ---- | ------ |
| Алпско скијање   | 0        | 2    | 2      |
| Биатлон          | 4        | 5    | 9      |
| Брзо клизање     | 0        | 1    | 1      |
| Хокеј на леду    | 22       | 0    | 22     |
| Скијашко трчање  | 3        | 4    | 7      |
| Слободно скијање | 4        | 2    | 6      |
| Укупно(6)        | 33       | 14   | 47     |

## Алпско скијање

### Жене
| Дисциплина      | Такмичар          | Резултати    | Резултати     | Резултати     | Резултати     | Резултати           |
| Дисциплина      | Такмичар          | 1. вожња     | 2. вожња      | Укупно        | Заостатак     | Плас./учес. (укуп.) |
| --------------- | ----------------- | ------------ | ------------- | ------------- | ------------- | ------------------- |
| Слалом          | Лизавета Кузменка | 59,97 (61)   | Није завршила | Није завршила | Није завршила | Није завршила       |
| Слалом          | Марија Шканова    | 56,92 (45)   | 57,58 (39)    | 1:54,50       | +11,61        | 38 / 55 (87)        |
| Велеслалом      | Лизавета Кузменка | 1:24,60 (56) | 1:26,29 (58)  | 2:50,89       | +23,78        | 54 / 60 (86)        |
| Велеслалом      | Марија Шканова    | 1:22,18 (46) | 1:18,20 (41)  | 2:40,38       | +13,27        | 40 / 60 (86)        |
| Супервелеслалом | Марија Шканова    |              |               | 1:27,84       | +7,70         | 33 / 38 (53)        |

## Биатлон

### Жене
| Дисциплина    | Такмичар                                                         | Резултати                                 | Резултати                       | Резултати | Резултати          |
| Дисциплина    | Такмичар                                                         | Време                                     | Промашаји                       | Заостатак | Плас./зав. (укуп.) |
| ------------- | ---------------------------------------------------------------- | ----------------------------------------- | ------------------------------- | --------- | ------------------ |
| Појединачно   | Дарја Домрачева                                                  | 41:21,0                                   | 1 (0+1+0+0)                     | +28,2     |                    |
| Појединачно   | Људмила Калинчик                                                 | 42:39,1                                   | 1 (0+1+0+0)                     | +1:46,3   | 9 / 86 (87)        |
| Појединачно   | Олга Кудрашова                                                   | 43:11,3                                   | 0 (0+0+0+0)                     | +2:18,5   | 16 / 86 (87)       |
| Појединачно   | Надежда Скардино                                                 | 44:09,4                                   | 1 (0+0+1+0)                     | +3:16,6   | 28 / 86 (87)       |
| Спринт        | Дарја Домрачева                                                  | 20:27,4                                   | 0 (0+0)                         | +31,8     | 8 / 88 (89)        |
| Спринт        | Људмила Калинчик                                                 | 20:46,1                                   | 0 (0+0)                         | +50,5     | 17 / 88 (89)       |
| Спринт        | Надежда Скардино                                                 | 21:17,6                                   | 0 (0+0)                         | +1:22,0   | 28 / 88 (89)       |
| Спринт        | Олга Назарова                                                    | 23:11,7                                   | 3 (0+3)                         | +3:16,1   | 74 / 88 (89)       |
| Потера        | Људмила Калинчик                                                 | 31:48,2                                   | 2 (0+0+1+1)                     | +1:32,2   | 13 / 57 (60)       |
| Потера        | Дарја Домрачева                                                  | 31:57,2                                   | 4 (0+2+0+2)                     | +1:41,2   | 15 / 57 (60)       |
| Потера        | Надежда Скардино                                                 | 33:11,0                                   | 2 (0+0+1+1)                     | +2:55,0   | 26 / 57 (60)       |
| Масовни старт | Дарја Домрачева                                                  | 35:53,2                                   | 1 (0+0+1+0)                     | +33,6     | 6 / 30 (30)        |
| Масовни старт | Људмила Калинчик                                                 | 36:55,2                                   | 1 (0+0+0+1)                     | +1:35,6   | 17 / 30 (30)       |
| Масовни старт | Надежда Скардино                                                 | 37:38.1                                   | 1 (0+0+0+1)                     | +2:18,5   | 22 / 30 (30)       |
| Штафета       | Људмила Калинчик Дарја Домрачева Олга Кудрашова Надежда Скардино | 1:11:34,0 17:40,0 17:28,7 18:27,4 17:57,9 | 0+1 0+2 0+1 0+1 0+0 0+1 0+0 0+0 | +1:57,7   | 7 / 19 (19)        |

### Мушкарци
| Дисциплина    | Такмичар                                                            | Резултати                                 | Резултати                                                    | Резултати | Резултати          |
| Дисциплина    | Такмичар                                                            | Време                                     | Промашаји                                                    | Заостатак | Плас./зав. (укуп.) |
| ------------- | ------------------------------------------------------------------- | ----------------------------------------- | ------------------------------------------------------------ | --------- | ------------------ |
| Појединачно   | Сергеј Новиков                                                      | 48:32,0                                   | 0 (0+0+0+0)                                                  | +9,5      |                    |
| Појединачно   | Александар Симан                                                    | 53:16,2                                   | 3 (2+0+1+0)                                                  | +4:53,7   | 41 / 88 (88)       |
| Појединачно   | Рустам Валијулин                                                    | 53:32,3                                   | 4 (1+1+0+2)                                                  | +5:09,8   | 48 / 88 (88)       |
| Појединачно   | Јевгениј Абраменко                                                  | 54:24,8                                   | 2 (0+1+0+1)                                                  | +6:02,3   | 58 / 88(88)        |
| Спринт        | Александар Симан                                                    | 25:53,5                                   | 0 (0+0)                                                      | +1:45,7   | 20 / 87 (88)       |
| Спринт        | Сергеј Новиков                                                      | 26:37,4                                   | 1 (1+0)                                                      | +2:29,6   | 40 / 87 (88)       |
| Спринт        | Рустам Валијулин                                                    | 26:43,7                                   | 2 (1+1)                                                      | +2:35,9   | 43 / 87 (88)       |
| Спринт        | Јевгениј Абраменко                                                  | 26:57,8                                   | 0 (0+0)                                                      | +2:50,0   | 49 / 87 (88)       |
| Потера        | Сергеј Новиков                                                      | 35:35,2                                   | 2 (0+0+1+1)                                                  | +1:56,8   | 21 / 59 (60)       |
| Потера        | Александар Симан                                                    | 36:13,9                                   | 2 (0+0+1+1)                                                  | +2:35,5   | 31 / 59 (60)       |
| Потера        | Јевгениј Абраменко                                                  | 36:56,0                                   | 1 (0+0+1+0)                                                  | +3:17,6   | 40 / 59 (60)       |
| Потера        | Рустам Валијулин                                                    | 37:05,5                                   | 5 (1+0+2+2)                                                  | +3:27,1   | 42 / 59 (60)       |
| Масовни старт | Сергеј Новиков                                                      | 36:59,3                                   | 3 (0+0+1+2)                                                  | +1:23,6   | 20 / 30 (30)       |
| Штафета       | Јевгениј Абраменко Александар Симан Рустам Валијулин Сергеј Новиков | 1:25:47,4 21:59,3 21:05,0 21:36,4 21:06,7 | 11 (0+3 1+5) 2 (0+1 0+1) 2 (0+1 0+1) 4 (0+0 1+3) 1 (0+1 0+0) | 4:09,3    | 11 / 19 (19)       |

## Брзо клизање

### Жене
| Такмичарка        | Дисциплина | Финале      | Финале      | Финале | Финале    | Финале              |
| Такмичарка        | Дисциплина | 1. вожња    | 2. вожња    | Укупно | Заостатак | Пласман/ук. (учес.) |
| ----------------- | ---------- | ----------- | ----------- | ------ | --------- | ------------------- |
| Светлана Радкевић | 500 метара | 39,899 (35) | 39,854 (34) | 79,753 | +3,66     | 33 / 35 (36)        |

## Хокеј на леду
Мушкарци
Хокејашка репрезентација Белорусије је у укупном пласману заузела 9. место.
Састав репрезентације
| Бр. | Поз. | Име                     | Висина м | Тежина кг | Дат. рођ.           | Место рођ                    | Клуб 2009/10                 |
| --- | ---- | ----------------------- | -------- | --------- | ------------------- | ---------------------------- | ---------------------------- |
| 1   | Г    | Витали Ковал            | 1,88     | 100       | 31. март 1980       | Перм, Совјетски Савез        | Динамо Минск КХЛ             |
| 37  | Г    | Максим Маљутин          | 1,80     | 74        | 16, септембар, 1988 | Јарослављ, Совјетски Савез   | Витебск (БЕЛ)                |
| 31  | Г    | Андреј Мезин            | 1,82     | 78        | 8. јул 1974         | Чељабинск, Совјетски Савез   | Динамо Минск КХЛ             |
| 7   | О    | Владимир Денисов        | 1,81     | 94        | 29. јун 1984.       | Новополоцк                   | Динамо Минск КХЛ             |
| 33  | О    | Андреј Карев            | 1,80     | 90        | 12. фебруар,1985    | Електростал, Совјетски Савез | Динамо Минск КХЛ             |
| 25  | О    | Сергеј Колосов          | 1,93}    | 92        | 22. мај 1986        | Новополоцк                   | Grand Rapids Griffins (АХЛ)  |
| 43  | О    | Виктор Костјученок      | 1,87     | 94        | 7. јун 1979.        | Минск                        | Спартак Москва КХЛ           |
| 4   | О    | Александр Макрицки      | 1,86     | 90        | 11. август 1971.    | Минск                        | Динамо Минск КХЛ             |
| 52  | О    | Александр Ријадиснки    | 1,89     | 93        | 1. април 1978       | Минск                        | Динамо Минск КХЛ             |
| 24  | О    | Руслан Салеј – К        | 1,84     | 96        | 2. новембар 1974.   | Минск                        | Колорадо авеланчи (НХЛ)      |
| 5   | О    | Николај Стасенко        | 1,95     | 101       | 15. фебруар 1987.   | Roshino                      | Amur Khabarovsk КХЛ          |
| 10  | Н    | Олег Антоненко – ЗК     | 187      | 92        | 1. јул 1971         | Минск                        | Динамо Минск КХЛ             |
| 59  | Н    | Сергиј Демагин          | 1,83     | 79        | 19. јул 1986.       | Минск                        | ХК Нефтехимик Нижнекамск КХЛ |
| 71  | Н    | Алексеј Каљужни         | 1,78     | 84        | 13. јун 1977        | Минск                        | Спартак Москва КХЛ           |
| 28  | Н    | Конастантин Колцов – ЗК | 1,86     | 90        | 17. април 1981.     | Минск                        | Салават Јулаев Уфа КХЛ       |
| 74  | Н    | Сергеј Костицкин        | 1,80     | 93        | 20. март 1987.      | Новополоцк                   | Монтреал канадијанси (НХЛ)   |
| 11  | Н    | Александр Кулаков       | 1,82     | 89        | 15. мај 1983.       | Минск                        | Динамо Минск КХЛ             |
| 19  | Н    | Дмитриј Мелешко         | 1,81     | 81        | 8. новембар 1982    | Минск                        | Динамо Минск КХЛ             |
| 8   | Н    | Андреј Михалев          | 1,85     | 90        | 23. фебруар 1978.   | Минск                        | Динамо Минск КХЛ             |
| 26  | Н    | Андреј Стас             | 1,87     | 83        | 18. октобар 1988.   | Минск                        | Динамо Минск КХЛ             |
| 18  | Н    | Алексеј Угаров          | 1,79     | 80        | 2. јануар 1985.     | Минск                        | HC MVD КХЛ                   |
| 22  | Н    | Сергеј Заделенов        | 1,78     | 88        | 27. фебруар 1976.   | Новополоцк                   | Динамо Минск КХЛ             |
| 21  | Н    | Константин Захаров      | 1,86     | 93        | 2. мај 1985.        | Минск                        | Динамо Минск КХЛ             |

ТренерМихаил Захаров
Голман Максим Маљутин је био позван да игра на за репрезентацију на ЗОИ 2010, али није учествовао. 

### Група Ц
| Датум       | Време | Репрезентација | Репрезентација | Резултат | Трећине       | Детаљи |
| ----------- | ----- | -------------- | -------------- | -------- | ------------- | ------ |
| 17. фебруар | 12:00 | Финска         | Белорусија     | 5:1      | (2:0,1:1,2:0) |        |
| 19. фебруар | 12:00 | Белорусија     | Шведска        | 2:4      | (0:2,1:1,1:1) |        |
| 20. фебруар | 21:00 | Немачка        | Белорусија     | 3:5      | (1:1,0:1,2:3) |        |

| 1 | Шведска    | 3 | 3 | 0 | 0 | 0 | 9  | 2  | +7 | 9 |
| 2 | Финска     | 3 | 2 | 0 | 0 | 1 | 10 | 4  | +6 | 6 |
| 3 | Белорусија | 3 | 1 | 0 | 0 | 2 | 8  | 12 | -4 | 3 |
| 4 | Немачка    | 3 | 0 | 0 | 0 | 3 | 3  | 12 | -9 | 0 |

Легенда:ИГ = играли, Д = Добили, ДП = Добили у продужетку, ИП = Изгубили у продужетку, И = Изгубили у регуларном времену, ДГ = Дати голови, ПГ = Примљени голови, ГР = Гол-разлика, Бод = Бодови

### Разигравање за улазак у четвртфинале
| Датум       | Време | Репрезентација | Репрезентација | Резултат | Трећине               | Детаљи |
| ----------- | ----- | -------------- | -------------- | -------- | --------------------- | ------ |
| 23. фебруар | 12:00 | Швајцарска     | Белорусија     | 3:2пен.  | (1:1,1:1,0:0,0:0,1:0) |        |

## Скијашко трчање

### Жене
| Дисциплина       | Такмичарка                                                             | Резултат                                | Резултат  | Резултат               |
| Дисциплина       | Такмичарка                                                             | Време                                   | Заостатак | Пласман /учес. (укуп.) |
| ---------------- | ---------------------------------------------------------------------- | --------------------------------------- | --------- | ---------------------- |
| 10 км слободно   | Јелена Саникова                                                        | 27:21,3                                 | +2:22,9   | 44 / 78 (78)           |
| 10 км слободно   | Олга Васиљонок                                                         | 28:06,2                                 | +3:07,8   | 56 / 78 (78)           |
| 10 км слободно   | Јекатерина Рудакова                                                    | 28:16,1                                 | +3:17,7   | 59 / 78 (78)           |
| 30 км класично   | Јелена Саникова                                                        | 1:38:31,3                               | +7:57,6   | 38 / 48 (55)           |
| 30 км класично   | Анастасија Дубарезова                                                  | 1:42:28,1                               | +11:54,4  | 44 / 48 (55)           |
| 15 км потера     | Јелена Саникова                                                        | 43:33,7                                 | +2:40,2   | 38 / 62 (68)           |
| 15 км потера     | Јекатерина Рудакова                                                    | 44:50,5                                 | +4:52.4   | 49 / 62 (68)           |
| 15 км потера     | Настасја Дубарезова                                                    | 45:27,9                                 | +5:29,8   | 53 / 62 (68)           |
| штафета 4 x 5 км | Анастасја Дубарезова Алена Саникова Олга Васиљонок Јекатерина Рудакова | 58:28,4 15:36,5 15:29,2 13:22,1 14:00,6 | +3:08,9   | 10 / 15 (16)           |

| Такмичари                          | Дисциплина    | Квалификације    | Квалификације | Четвртфинале      | Четвртфинале      | Полуфинале        | Полуфинале        | Финале            | Финале            |
| Такмичари                          | Дисциплина    | Резултат (заос.) | Пласман/учес. | Резултат          | Пласман/учес      | Резултат          | Пласман/учес.     | Резултат          | Пласман/учес.     |
| ---------------------------------- | ------------- | ---------------- | ------------- | ----------------- | ----------------- | ----------------- | ----------------- | ----------------- | ----------------- |
| Анастасја Дубарезова               | спринт        | 3:56,87 {+18,82} | 42            | Није се пласирала | Није се пласирала | Није се пласирала | Није се пласирала | Није се пласирала | 42 / (54)         |
| Олга Васиљонок                     | спринт        | 4:01,73 (+23,68) | 46            | Није се пласирала | Није се пласирала | Није се пласирала | Није се пласирала | Није се пласирала | 46 / (54)         |
| Јекатерина Рудакова Олга Васиљонок | спринт екипно |                  |               |                   |                   | 19:52,3           | 7 у пф 2          | Нису се пласирале | Нису се пласирале |

### Мушкарци
| Дисциплина     | Такмичар          | Резултат     | Резултат     | Резултат               |
| Дисциплина     | Такмичар          | Време        | Заостатак    | Пласман /учес. (укуп.) |
| -------------- | ----------------- | ------------ | ------------ | ---------------------- |
| 15 км слободно | Сергеј Долидович  | 35:29,4      | +1:53,1      | 35 / 95 (96)           |
| 15 км слободно | Алексеј Иванов    | 36:48,2      | +3:11,9      | 60 / 95 (96)           |
| 15 км слободно | Леонид Корнејенко | 37:29,2      | +3:52,9      | 63 / 95 (96)           |
| 50 км класично | Сергеј Долидович  | 2:07:47,6    | +2:12,1      | 25 / 48 (55)           |
| 50 км класично | Алексеј Иванов    | 2:17:59,2    | +12:23,7     | 45 / 48 (55)           |
| 30 км потера   | Алексеј Иванов    | 1:23:37,7    | +8:26,3      | 38 / 56 (64)           |
| 30 км потера   | Сергеј Долидович  | Није завршио | Није завршио | Није завршио           |

| Такмичари                          | Дисциплина    | Квалификације    | Квалификације | Четвртфинале     | Четвртфинале     | Полуфинале       | Полуфинале       | Финале           | Финале        |
| Такмичари                          | Дисциплина    | Резултат (заос.) | Пласман/учес. | Резултат         | Пласман/учес     | Резултат         | Пласман/учес.    | Резултат         | Пласман/учес. |
| ---------------------------------- | ------------- | ---------------- | ------------- | ---------------- | ---------------- | ---------------- | ---------------- | ---------------- | ------------- |
| Леонид Корнејенко                  | спринт        | 3:49,12 (+14,55) | 51            | Није се пласирао | Није се пласирао | Није се пласирао | Није се пласирао | Није се пласирао | 51 / (62)     |
| Сергеј Долидович Леонид Корнејенко | спринт екипно | Није завршили    | Није завршили | Није завршили    | Није завршили    | Није завршили    | Није завршили    | Није завршили    | Није завршили |

## Слободно скијање
Акробатски скокови
| Такмичарка       | Дисциплина       | Квалификације | Квалификације | Квалификације | Квалификације | Финале           | Финале           | Финале           | Пласман /учес. (укуп.) |
| Такмичарка       | Дисциплина       | 1. скок       | 2. скок       | Укупно        | Пласман       | 1. скок          | 2. скок          | Укупно           | Пласман /учес. (укуп.) |
| ---------------- | ---------------- | ------------- | ------------- | ------------- | ------------- | ---------------- | ---------------- | ---------------- | ---------------------- |
| Ала Цупер        | Скокови жене     | 105,64 (1)    | 90,12 (4)     | 195,76        | 1 КВ          | 86,64 (9)        | 95,20 (6)        | 181,84           | 8 / 23 (23)            |
| Асол Сливец      | Скокови жене     | 84,17 (14)    | 85,22 (7)     | 169,39        | 7 КВ          | 102,79 (3)       | 95,90 (5)        | 198,69           | 4 / 23 (23)            |
| Алексеј Гришин   | Скокови мушкарци | 123,01 (4)    | 111,26 (12)   | 234,27        | 7 КВ          | 120,58 (2)       | 127,83 (4)       | 248,41           |                        |
| Тимофеј Сливец   | Скокови мушкарци | 110,63 (13)   | 111,28 (11)   | 221.91        | 12 КВ         | 115,84 (6)       | 109,74 (12)      | 225,58           | 9 / 24 (25)            |
| Дмитриј Дашински | Скокови мушкарци | 115,93 (10)   | 122,40 (2)    | 238,33        | 4 КВ          | 86,95 (12)       | 128,73 (2)       | 215,68           | 11 / 24 (25)           |
| Антон Кушнир     | Скокови мушкарци | 125,89 (1)    | 88,01 (21)    | 213,90        | 15            | Није се пласирао | Није се пласирао | Није се пласирао | 15 / 24 (25)           |